# Дідич Володимир Петрович
Ді́дич Володи́мир Петро́вич  (нар. 18 січня 1939, Комарів, Сокальський повіт, Львівське воєводство — пом. 20 березня 2002, Львів) — український науковець, механік, доктор технічних наук, професор.

## Біографія
Народився в селянській родині. Після закінчення школи працював на шахтах мм. Сокаль та Червоноград.
У 1958—1961 рр. служив у Радянській армії.
У 1961—1966 рр. — вчився у Українському поліграфічному інституті імені Івана Федорова.
У 1966—1968 рр. працював у цьому інституті як механік, а у 1968—1971 рр. навчався у аспірантурі.
У 1971—1978 рр. — асистент, 1978—1983 рр — старший викладач цього інституту. У 1983—2000 рр. працював на посаді доцента. У 1986 р. одержав звання доцента.
У 1998 р. захистив докторську дисертацію.
У 2000—2002 рр. працював на посаді пррофесора кафедри поліграфічних машин Української академії друкарства.

## Творчий доробок
Автор та співавтор більше півтори сотні наукових та навчально-методичних публікацій, серед яких підручники та навчальних посібники, та авторських свідоцтв на винаходи.
- Дідич Володимир Петрович. Основи теорії і проектування фальцювально- різальних та приймально- вивідних пристроїв рулонних друкарських машин: Дис… д-ра техн. наук: 05.05.01 / Українська академія друкарства. — Л., 1998. — 383л. — Бібліогр.: л.348-365.

- Чехман Я. І., Сенкусь В. Т., Дідич В. П., Босак В.О / Чехман Я. И., Сенкусь В. Т., Дидич В. П., Босак В.О . Друкарське устаткування: Підручник для студ. вищих навч. закл. / Навчально- методичний центр вищої освіти; Українська академія друкарства. — Л. : 2005. — 468с. : рис. — Бібліогр.: с. 463—464. — ISBN 966-322-017-1.

- Дідич В. П. Циліндрова група і циклові механізми фальцапаратів рулонних друкарських машин: Монографія. -Львів: УАД, 1997. −126 c.